# Luca Banti
Luca Banti (* 27. März 1974 in Livorno) ist ein ehemaliger italienischer Fußballschiedsrichter.
Von Mai 2005 bis Mai 2019 leitete Banti insgesamt 227 Partien in der Serie A.
Von September 2010 bis Dezember 2018 leitete Banti insgesamt 23 Spiele in der Europa League, zudem Spiele in der Qualifikation zur Europa League und Champions League. Außerdem pfiff er Partien in der Nations League, in der EM-Qualifikation für die Europameisterschaft 2012 in Polen und der Ukraine und die Europameisterschaft 2016 in Frankreich, in der europäischen WM-Qualifikation für die Weltmeisterschaft 2014 in Brasilien und die Weltmeisterschaft 2018 in Russland sowie Freundschaftsspiele.
Beim italienischen Supercup 2015 leitete Banti am 8. August 2015 das Finale zwischen Juventus Turin und Lazio Rom (2:0). Am 16. Januar 2019 leitete er das Finale des Supercups 2018 zwischen Juventus Turin und AC Mailand (1:0).
Banti wurde für die Europameisterschaft 2016 in Frankreich nominiert, sagte aber aus persönlichen Gründen seine Teilnahme am Turnier ab; er wurde durch Daniele Orsato ersetzt.
Am 15. Mai 2019 leitete Banti das Finale der Coppa Italia 2018/19 zwischen Atalanta Bergamo und Lazio Rom (0:2).